# John Eshun
John Eshun, né le 17 juillet 1942, est un footballeur et entraîneur ghanéen de football. Il évoluait au poste de défenseur.

## Biographie
John Eshun est international ghanéen dans les années 1960 et 1970.
Avec les Black Stars, il dispute les JO de 1968, jouant tous les matchs comme titulaire, sans inscrire de but, le Ghana étant éliminé au premier tour.
Puis il participe à la CAN 1968, où il termine finaliste. Il participe ensuite à la CAN 1970, où il est élu l'un des meilleurs défenseurs du tournoi, et termine une nouvelle fois finaliste de la compétition.
Puis il participe aux JO de 1972, jouant tous les matchs comme titulaire, sans inscrire de but. Mais comme en 1968 le Ghana est éliminé au premier tour.
Il est le capitaine de la sélection africaine invitée lors de la Coupe de l'Indépendance du Brésil en 1972 ainsi qu'aux Jeux afro-latino-américains en 1973.
En club, il joue pour Eleven Wise puis pour Hasaacas. Il est ensuite entraîneur du Hearts of Oak.